# Estância (kommun)
Estância är en kommun i Brasilien.   Den ligger i delstaten Sergipe, i den östra delen av landet, 1 200 km öster om huvudstaden Brasília. Antalet invånare är 64 464. Arean är 642 kvadratkilometer.
Terrängen i Estância är platt.
Följande samhällen finns i Estância:
- Estância

Omgivningarna runt Estância är huvudsakligen savann. Runt Estância är det ganska tätbefolkat, med 93 invånare per kvadratkilometer.